# Топонимия Адыгеи

Административно-территориальное деление Республики Адыгея

Топонимия Адыгеи — совокупность географических названий, включающая наименования природных и культурных объектов на территории Республики Адыгея.
Республика образована 27 июля 1922 года как Черкесская (Адыгейская) автономная область на территории Майкопского и Екатеринодарского отделов Кубано-Черноморской области, 24 августа 1922 года Черкесская (Адыгейская) автономная область была переименована в Адыгейскую (Черкесскую) автономную область. В августе 1928 года, в свою очередь, она была переименована в Адыгейскую автономную область, а 3 июля 1991 года преобразована в Советскую Социалистическую Республику Адыгея. 23 марта 1992 года принято современное название, с тех пор наименование региона не менялось.

## Состав и структура топонимии
По оценке известного топонимиста В. А. Жучкевича, при возможном наличии следов античной древности, на Северном Кавказе и Прикубанье наибольшее распространение здесь получили названия из кавказских (кавказо-иберийских) языков. Они занимают бассейн Кубани, Черноморское и Азовское побережья и простираются на восток до Северной Осетии. Так, в Прикубанье можно выделить несколько топонимических слоёв:
1. адыгейский (древнейший);
2. тюркский неполный, вероятно, различного происхождения (гунны, авары, хазары, печенеги, половцы (куманы, кипчаки), ногайцы, балкарцы, карачаевцы);
3. в восточной части неполный иранский слой (осетины);
4. адыго-кабардинский (новый);
5. русский[4].

По состоянию на 15 декабря 2022 года, в Государственный каталог географических названий РФ занесено 626 названий географических объектов Республики Адыгея, в том числе 234 названия населённых пунктов. Ниже приводятся названия ряда ключевых географических объектов и населённых пунктов Адыгеи с их этимологией.

### Гидронимы
- Белая — река, вплоть до 1856 года на картах фигурирует под своим историческим названием Шхагуашэ (адыг. Шъхьагуашьэ)[6]. В русских источниках того времени часто именовалась «Сагваса». В кабардинском нартском эпосе — Щхьэгуащэ, Щхьэгуащапщэ. В переводе с современного адыгского языка гидроним распадается на шъхьэ/щхьэ — «голова» (верх, верховье) и гуашъэ/гуащэ «богиня, княгиня, хозяйка». Нетопонимичность подобного сочетания заставляет искать другие этимологии[7].
- Бзюк (Бзиюк, адыг. Бзиикъо) — река, название происходит от адыг. къо — «балка»[8]; этимология первой части гидронима точно неизвестна[9], возможно от адыг. бзыи — «яркий»[10] или убых. бзий — «стебель»[11].
- Большой Руфабго (адыг. Сырыф — белокурый) — река, название, предположительно, произошло либо от слова адыг. Сырыфыбг («белая возвышенность, холм») искажением, либо от слова адыг. Гуфэбгъу («девять уместившихся рядом» — по числу основных девяти водопадов)[12].
- Лаба[13] (адыг. Лаб, Лабэ[11]) — река, о происхождении гидронима нет единого суждения, кратко все гипотезы перечислены в монографии В. Н. Ковешникова. Наиболее популярны гипотезы об индоевропейском происхождении топонима. Одна версия связывает название с ираноязычным древним термином «алб» («альб») — белый[14], другая — с ираноязычным же топоэлементом «лаб» («лав»), что по-персидски значит — берег[9]. Однако могут быть продуктивны и иные сопоставления. Так, один из притоков Малой Лабы берёт начало с горы Лоуба (абазинское слово неясного значения), от фамилии абазинских князей Лоовых (Лоо), а в языке сванов — горно-грузинских соседей абазин — слово «лабна» означает источник[15]. Эти параллели, как считает К. X. Меретуков, «может быть, проливают некоторый свет на смысл названия реки» [16].
- Марта (адыг. Мартэ, Тохътомат, Псыхъомат) — река, название предположительно происходит от адыг. амард — «крутой склон» [17][11]. Другие исследователи считают значение топонима неустановленным[9].
- Псенодах — озеро, в переводе с черкесского название означает «красивое озеро (колодезь, родник)» [18].

### Ойконимы
По оценкам Туовой Т. Г. и Тугуз Ф. В., древнейший пласт ойконимов региона — адыгский пласт, преобразованный и трансформированный после Кавказской войны. На современной карте республики большинство макроойконимов — славянского происхождения, определяющий основной фон ойконимов Адыгеи. Основной фон микроойконимов — адыгский.
- Адыгейск — возник в 1970-х годах как посёлок строителей Краснодарского водохранилища и был назван Адыгейск по этнониму народности, на земле которой велась стройка. В 1976 году переименован в город Теучежск в честь народного поэта-ашуга Цуга (Тагира) Теучежа. В 1990 году городу возвращено первоначальное название Адыгейск[20].
- Майкоп — существует несколько версий происхождения топонима. Согласно одной из них, название «Майкоп» происходит от названия реки Миеко: «мие» — яблоня, «ко» — долина и слова «пе» — устье, то есть Майкоп — «город в устье яблоневой долины»[21]. По другой версии, город назван по имени одной из вершин, носившей имя на меотском языке, одном из реликтовых индоарийских: *m(ai)an-kap — гора меотов[22]. Возможно и тюркское происхождение названия Майкоп: от май — «нефть» и гидронимического термина копа, что свидетельствовало бы о нефтяном загрязнении местных водных объектов[23].
- Тлюстенхабль — значение не установлено.
- Энем — значение не установлено.
- Яблоновский — ведёт своего начало от располагавшегося на этом месте аула Хьаджэмыкъо-хьабл (Хаджемуко аул). В 20-х годах прошлого века он был переименован в село Яблоновское, по имени польского предпринимателя Фёдора Яблоновского. В 1928 году сюда из аула Шабанохабль переселилось 30 семей, которые образовали квартал, названный Кошхъабл, то есть «Переселившиеся». Поселения Кощхьаблак1 (Ново-Кошехабль), аул Хаджему-кохабль, часть Адыгейского совхоза Яблоновского 7 марта 1957 года объединили и образовали Яблоновский поселковый совет. Местожительство объединённых населенных пунктов стали называть посёлок Яблоновский[24].

### Оронимы
- Абаго (адыг. Абагъуэ) — горная вершина и хребет. Слово состоит из двух основ: Iа//Iэ — «скот» (ср. Ia-хъо, Iэщ), багъо — «размножайся». Дословно: «Там, где размножается скот»[25].
- Ассара — значение не установлено.
- Большой Тхач (адыг. ТхьэщI) — Гора, по мнению Дж. Кокова, ТхьэщI, означает «божья земля»[9].
- Малый Тхач — см. выше.
- Оштен — гора, название происходит от адыг. Ошъутен и имеет несколько вариантов перевода: «вечный снег»[26], «вечная зима», «там, где застревает град». По версии В. Н. Ковешникова, абадзехи могли её называть «горой, на которой роняют топор»[27].
- Пшеха-Су — гора, названием с адыг. — «вода княжны», происходит от гидронима Пшеха[28].
- Фишт — гора, название от адыг. Фыщтэ — «белая голова».Фы — «белый», щтын — «замерзать»[29].
- Чугуш (адыг. ЧIыгушъхь) — гора, наивысшая точка Республики Адыгея, название означает «вершина Земли»:чIыгу — «земля», шъхьа — «вершина»[30].